# لیندا هارت
لیندا هارت (به انگلیسی: Linda Hart) (زاده ۵ ژوئیهٔ ۱۹۵۰) بازیگر آمریکایی است.
از فیلم‌های معروف او می‌توان به بازی در فیلم جام کوچک اشاره کرد.